# Jeane Horton
Jeane Mae Horton (Fresno, 11 novembre 1991) è una pallavolista statunitense, schiacciatrice del Fethiye Bahçeşehir Koleji.

## Biografia
Figlia di Tim e Zezette Horton, nasce a Fresno, in California. Ha tre fratelli di nome Timmy, Tyler e Tory. Nel 2009 si diploma alla Edison High School. Successivamente studia alla University of Texas at El Paso.

## Carriera

### Club
La carriera di Jeane Horton inizia nei tornei scolastici californiani, giocando per la Edison HS. Dopo il diploma gioca a livello universitario con la Texas El Paso, partecipando alla NCAA Division I dal 2009 al 2013, saltando tuttavia la prima annata.
Nella stagione 2014-15 approda all'Offenburg, club impegnato nel campionato cadetto tedesco col quale gioca per un biennio, dopo il quale, nella stagione 2016-17 emigra in Perù, partecipando alla Liga Nacional Superior de Voleibol col César Vallejo, mentre nella stagione seguente milita fino a gennaio nel Chamalières, nella Ligue A francese, prima di giocare per quale settimana in Indonesia con il Bandung Bank BJB, per la Proliga 2018, e infine nelle Filippine col Cignal HD, impegnato nella PSL Grand Prix Conference 2018. 
Firma col LiigaPloki nel campionato 2018-19, approdando nella Lentopallon Mestaruusliiga finlandese. Dopo un'annata di inattività, nella stagione 2020-21 viene ingaggiata nella Nemzeti Bajnokság I ungherese, dove difende i colori del Diósgyőr, mentre nella stagione seguente approda nel campionato cadetto turco, vestendo la maglia del neopromosso Fethiye Bahçeşehir Koleji.